# Мігель Анхель Айса Гамес
Мігель Анхель Айса Гамес (Валенсія, 13 грудня 1969) — колишній іспанський футбольний арбітр, що судив матчі найвищої іспанської ліги. Член Комітету арбітрів Валенсії.

## Кар'єра
У Другому дивізіоні Іспанії провів 4 сезони, відсудивши за цей час 75 матчів. До рівня Ла-Ліги підвищився в сезоні сезоні 2005—2006. Дебютним для нього став поєдинок «Еспаньйола» проти «Хетафе» (0-2), що відбувся 28 серпня 2005 року.
У сезоні 2005—2006 Айса Гамес судив матч між мадридським «Атлетіко» та «Севільєю», що відбувався на стадіоні Вісенте Кальдерон. На 76-й хвилині він зупинив матч через кидки предметів на поле, наказав глядачам полишити стадіон, а потім відновив гру з порожніми трибунами.
Кар'єру футбольного арбітра завершив у сезоні 2013—2014. Останнім матчем, який він обслуговував, став поєдинок «Реал Бетіс» — «Реал Сосьєдад» (0-1), що відбувся 26 квітня 2014 року.